# Kexholms län
Kexholms län var ett förvaltningsområde som omfattade de delar av Karelen som låg väster och nordväst om Ladoga.

## Historisk bakgrund
År 1278 erövrade novgoroderna området kring Kexholm och därefter var invånarna skattskyldiga till Republiken Novgorod och lydde under Novgorods episkopat. De minsta territoriella enheterna på grundnivån, pogost, grundades efter det. En pogost styrdes av prästen och byns äldste. Hela området borde ha uppdelats i pogoster före 1323 då Nöteborgsfreden slöts. Pogosterna var skatteområden av både kyrklig och civil natur. Deras införande ledde till revolter 1314 och 1337. Under Novgorods tid var dess territorier indelade i femtedelar och Karelen tillhörde Vodskoi pjatina (femtedel) och inom den till Korelska polovina (hälft). Efter Moskvas erövring av Novgorod 1478 indelades territoriet i kretsar och den västra delen av ryska Karelen blev då Korelskij ujezd (krets). En territoriell beskattning infördes i området. Moskva lät avrätta många av de karelska stormännen och deras jordar gavs som förläning åt ryska stormän. Lokalförvaltningen sköttes dock inte längre av länsherrar utan från ett kontor i Novgorod. En hel del land ställdes också till förfogande för det moskovitiska furstehovets underhåll. Huvudort i kretsen var staden Kexholm.

## Ett svenskt land
I oktober 1580 angrep svenskarna under Pontus de la Gardie Kexholm och fästningen kapitulerade. Den svenska ockupationsförvaltningen leddes av en ståthållare och två slottshövdingar. År 1587 stabiliserades den lägre förvaltningen i tre fögderier. De ortodoxa bönderna hade flytt eller tvingats flytta över till den ryska sidan och för att säkra slottets försörjning inledde Sverige en kolonisation av området. I ett avtal 1609 mellan Sverige och Ryssland om vapenhjälp till tsaren mot hans inre motståndare avtalades bland annat att Kexholms stad och län överläts till Sverige för eviga tider. Det året kunde svenskarna inte överta området men år 1611 kunde man det. Genom freden i Stolbova 1617 blev Kexholms län erkänt svenskt.
År 1618 beslöt den svenske kungen att hyra ut Kexholms län till befälhavaren Jakob de la Gardie, som skulle bära upp kronans skatter och inkomster och fick exportera varor tullfritt. I gengäld skulle han betala en låg hyra till kronan, ansvara för att fästningarna hölls i skick och genom sina anställda ansvara för områdets förvaltning.
I slutet av år 1618 utnämndes Henrik Månsson (Spåra) till ståthållare på Kexholms slott och län. Han tjänade som sådan till år 1636. En annan ståthållare fanns på Nöteborg och de skulle övervaka De la Gardies förvaltning och ansvara för den nya svenska rättsorganisationen med lagmän och häradsdomare samt leda slottsgarnisonerna.
År 1629 återgick Kexholms läns förvaltning till kronan. Då utsågs en gemensam generalguvernör för de erövrade provinserna i öster. Ett undantag utgjorde åren 1637–1640 då länet lydde under generalguvernören i Finland Per Brahe den yngre. Kyrkligt tillhörde länet Viborgs stift. Länet fick aldrig representation i den svenska riksdagen. Genom freden i Nystad 1721 överlät Sverige nästan hela Kexholms län till Ryssland och området förvandlades till Kexholms provins. Av området bildades år 1744 tillsammans med de i freden i Åbo av Sverige erhållna provinserna Viborgs guvernement. Efter freden i Fredrikshamn 1809 förenades det s.k. Gamla Finland med Storfurstendömet Finland och bildade därefter Viborgs län.

## Landshövdingar
- Henrik Månsson (Spåre)[9] 1618–1636
- Magnus Nieroth 1636–1641
- Henrik Piper 1641–1642 (t.f.)
- Reinhold Mettstake 1642–1652
- Jakob Törnsköld 1652–1656
- Christopher Burmeister 1657
- Carl von Scheiding[10] 1657–1660
- Patrik Ogilwie 1660–1674
- Berendt Mellin 1674–1690